# Tammo von Beltershausen
Tammo von Beltershausen, erstmals im Jahre 1235 und letztmals 1255 urkundlich belegt, Spross eines nordhessischen Geschlechts von ortsadeligen Rittern, war von 1240 bis spätestens 1245 der erste landgräfliche Schultheiß der gerade von den Ludowingern, den Landgrafen von Thüringen gegründeten Stadt Frankenberg (Eder).

## Herkunft
Tammo benannte sich nach seinem Stammsitz, dem im Jahre 1150 erstmals bezeugten kleinen Ort Beltershausen, heute wüst, am Nordufer der Elbe bei Altendorf, einem Stadtteil von Naumburg im nordhessischen Landkreis Kassel. Dort besaß er eine kleine Burg; wann diese erbaut wurde, ist nicht bekannt. Der Ort selbst bestand wohl aus mehreren Höfen, die verschiedenen Klöstern und Stiften gehörten und als Lehen ausgegeben werden konnten. Tammos Ahnen gelangten dort so zu Lehnsbesitz, erwarben aber wohl auch Eigenbesitz.

## Wirken
Er selbst ging wohl bereits um 1235 als Ministeriale der Ludowinger, vermutlich schon im Gefolge Konrads von Thüringen, in den Raum Frankenberg, wird jedoch bis zum Jahr 1240 meist auch noch als Lehnsmann verschiedener dort besitzender Lehnsherren erwähnt, so u. a. der Äbtissin Lutrud von Wetter, des Erzbischofs Siegfried III. von Mainz, und der Grafen von Battenberg, insbesondere Siegfrieds I. Bereits 1236 war er einer der Zeugen auf einer Urkunde hinsichtlich der Gründung von Frankenberg. Als Gefolgsmann des Landgrafen Heinrich Raspe war er zunächst wahrscheinlich Burgmann auf der ab 1233/34 erbauten dortigen Burg Frankenberg. Im Jahre 1240 wurde er erster Schultheiß in Frankenberg. Die 1240 erstellte Urkunde mit der erstmaligen Bezeichnung Frankenbergs als Stadt wurde von ihm veranlasst und besiegelt. Ab 1245 erscheinen dann andere Namen als Schultheiße von Frankenberg. 1244 leitete Tammo als Richter das Verfahren um einen Güterstreit zwischen dem Landgrafen und dem Kloster Haina. Die letzte aus Tammos Lebenszeit bekannte Erwähnung stammt aus dem Jahr 1255, als er sich mit dem Kloster Berich über die Zahlung von jährlichen Zinsen aus Mandern einigte.
Tammo scheint auch als Zentgraf der Zent Bromskirchen gewirkt zu haben. Heimatforscher merken an, dass Herren von Beltershausen im 13. und 14. Jahrhundert dieses Amt innehatten. In der Tat erscheint in den Jahren 1327 und 1329 noch einmal ein Tammo von Beltershausen im Raum Frankenberg: 1327 verkaufte er einen Acker in Glindfeld an das Augustinerinnenkloster Glindfeld, und 1329 verkaufte er die von den Herren von Itter lehnrührige Hälfte seiner Vogtei zu Linsphe und seines Gerichts und Gebiets zu Bromskirchen an die Brüder Konrad und Gottfried von Diedenshausen. Ungeklärt ist, ob dieser ein direkter Nachkomme oder ein sich nach dem Ort Beltershausen bei Bromskirchen nennendes Mitglied einer anderen Familie war.
Tammo und seine Ehefrau Sophia hatten eine Tochter Sophia. Sie trat 1240 in das Kloster Berich ein, und zu ihrem Unterhalt übereignete Tammo dem Kloster einen Hof in Mandern. Zum noch einmal erheblich verbesserten Unterhalt seiner Tochter übereignete Tammo, von seinem örtlichen Lehnsherrn Siegfried I. von Battenberg in der Übertragungsurkunde als Ministeriale des Landgrafen Heinrich bezeichnet, dem Kloster drei Höfe und eine Mühle in Beltershausen. Dies wird sich um Battenberger Lehnsbesitz bei Bromskirchen gehandelt haben, wie die Liste der Zeugen dieser Urkunde deutlich macht. Wenn es jedoch, wie Ritzerfeld annimmt, um Beltershausen bei Naumburg ging, dann wurde mit dieser vergleichsweise großzügigen Ausstattung der Tochter ein Großteil (oder gar die Gesamtheit) des dortigen ererbten Familienbesitzes, falls nicht bereits zuvor aufgegeben, an das Kloster übertragen.